# Astyanax cordovae
Astyanax cordovae är en fiskart som först beskrevs av Günther, 1880.  Astyanax cordovae ingår i släktet Astyanax och familjen Characidae. IUCN kategoriserar arten globalt som sårbar. Inga underarter finns listade.